# Bojowe środki zapalające

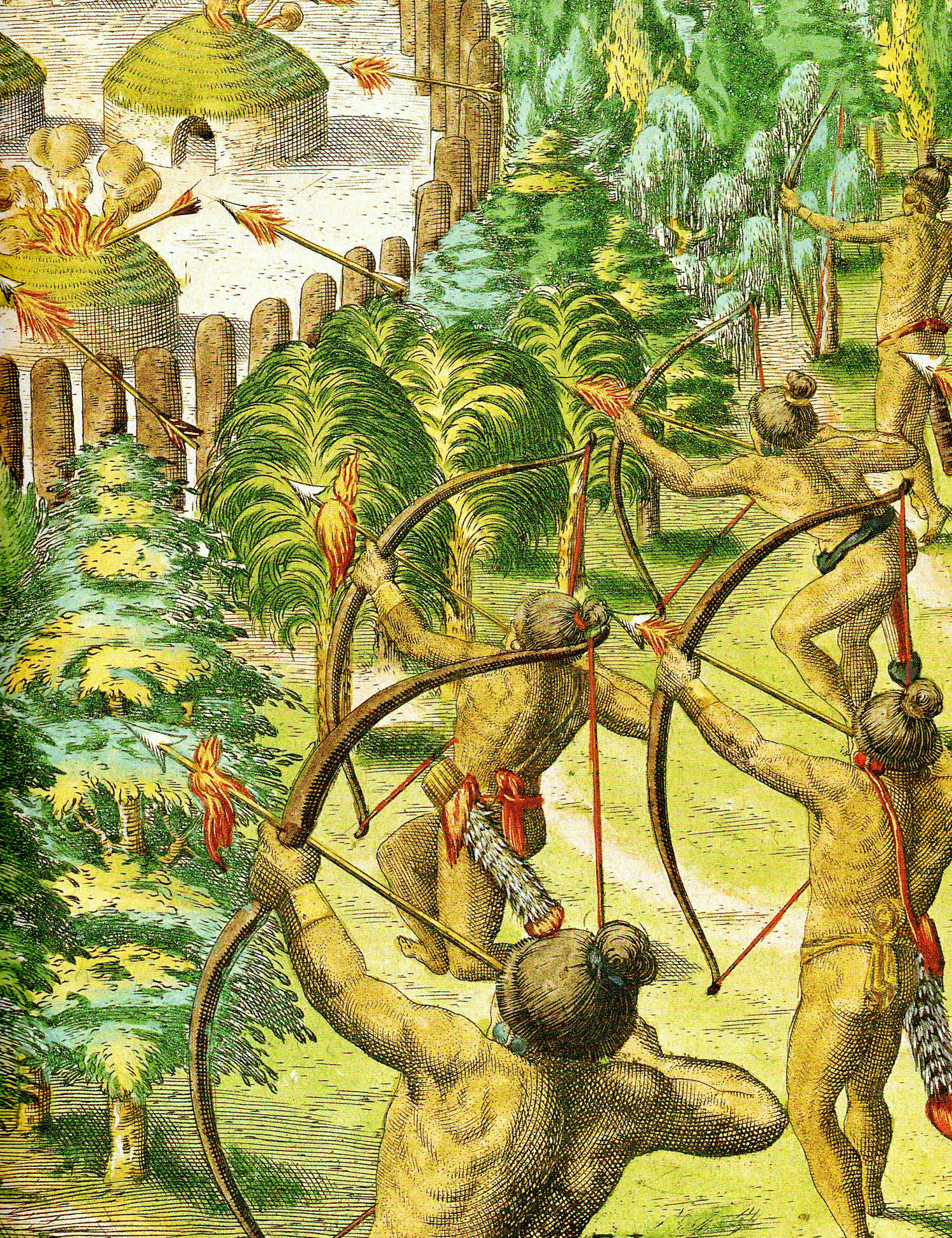
Atak przy użyciu strzał zapalających

Bojowe środki zapalające – rozdaj bojowych środków chemicznych; środki stosowane na polu walki oraz na zapleczu przeciwnika, służące do rażenia wojsk, wywoływania pożarów oraz do niszczenia sprzętu bojowego i dóbr materialnych nieprzyjaciela.

## Historia bojowych środków zapalających
1. „Ogień grecki”
2. „Brandery” – małe, bezzałogowe okręty do wywoływania pożarów – XV-XIX wiek
3. „Kule ogniste” – rozpalone żelazne pociski – XVI-XIX wiek
4. I wojna światowa – miotacze ognia i bomby zapalające.

Podział bojowych środków zapalających:
1. Ciała stałe niewymagające do spalania tlenu atmosferycznego:
  - termit (mieszanina złożona ze sproszkowanego glinu i tlenku żelaza o temperaturze spalania około 3000 °C. Zastosowanie: bomby lotnicze, pociski artyleryjskie, ręczne granaty zapalające).
2. Ciała stałe wymagające do spalania tlenu atmosferycznego:
  - elektron (stop metali, temp. spalania ok. 800 °C. Korpus bomb termitowych),
  - fosfor biały (temp. spalania ok. 1200 °C).
3. Ciała ciekłe i półciekłe:
  - napalm (produkty pochodzenia naftowego oraz sole kwasów organicznych; temp. spalania 800-1000 °C; bardzo dobra przylepność; czasami wydziela toksyczny dym podrażniający oczy i układ oddechowy; miotacze ognia, bomby lotnicze, pociski artyleryjskie),
  - pirożel (podobny skład i właściwości co napalm – temp. spalania ok. 1600 °C).